# Pokémon 13: Zoroark - Meester der Illusie
Zoroark: Meester der Illusie (Engelse titel: Zoroark: Master of Illusions) is de dertiende animatiefilm uit de Pokémonreeks, geregisseerd door Kunihiko Yuyama. De originele Japanse titel luidt Gen'ei no Hasha: Zoroāku. Voluit 劇場版ポケットモンスター ダイヤモンド＆パール 幻影の覇者 ゾロアーク (Gekijōban Poketto Monsutā Daiyamondo ando Pāru: Gen'ei no Hasha: Zoroāku).

## Verhaal
Celebi ziet Raikou, Entei, en Suicune in een gevecht in de toekomst en besluit naar het verleden te reizen in een poging dit te voorkomen. Protagonist Ash Ketchum komt ondertussen een duister figuur tegen die identiek is aan hemzelf.

## Promotie
- De filmtrailer laat de legendarische Pokémon Ho-Oh en Lugia zien die in een gevecht verwikkeld zijn.
- Begin 2010, begon informatie over de vijfde generatie Pokémon videospellen te verschijnen.
- In februari 2010 werd een nieuwe Pokémon aangekondigd op Pokémon Sunday[2] en tevens in de maart 2010 editie van CoroCoro Comic[3] waarvan gesteld werd dat deze een belangrijke rol zou spelen in de nieuwe film. Op 15 februari 2010 werd bekend dat het een nieuwe duistertype Pokémon betrof, Zorua (ゾロア) , die kan evolueren in Zoroark (ゾロアーク). Beide Pokémon zullen voorkomen in de film.[4][5]

## Uitzendingen
Debuteerde in februari 2011 op kinderzender Disney XD, en werd in mei van dat jaar door Universal Pictures uitgebracht op dvd. Was in 2010 in Japanse bioscopen te zien.

## Nasynchronisatie
De Nederlandstalige versie werd geproduceerd door SDI Media, voor wie het de vierde film is. De Nederlandse stemmenregie lag in handen van Edna Kalb.

### Rolverdeling
| Personages en stemacteurs | Personages en stemacteurs | Personages en stemacteurs | Personages en stemacteurs |
| Personage                 | Nederlands | Engels                    | Japans                    |
| ------------------------- | --- | ------------------------- | ------------------------- |
| Verteller                 | Jeroen Keers | Rodger Parsons            | Unshō Ishizuka            |
|                           | |                           |                           |
| Ash                       | Christa Lips | Sarah Natochenny          | Rica Matsumoto            |
| Dawn                      | Meghna Kumar | Emily Bauer               | Megumi Toyoguchi          |
| Brock                     | Fred Meijer | Bill Rogers               | Yūji Ueda                 |
| Zorua                     | Lottie Hellingman | Eileen Stevens            | Kurumi Mamiya             |
|                           | |                           |                           |
| Pikachu                   | Ikue Ōtani | Ikue Ōtani                | Ikue Ōtani                |
| Jessie                    | Hilde de Mildt | Michele Knotz             | Megumi Hayashibara        |
| James                     | Paul Disbergen | Jimmy Zoppi               | Shinichirō Miki           |
| Meowth                    | Bas Keijzer | Jimmy Zoppi               | Inuko Inuyama             |
| Kodai                     | Frans Limburg | Sean Schemmel             | Takanori Jinnai           |
| Rowena                    | Jannemien Cnossen | Bella Hudson              | Natsuki Katō              |
| Goone                     | Just Meijer | Marc Thompson             | Kōichi Yamadera           |
| Karl                      | Leon Wiedijk | Wayne Grayson             | Takashi Tsukamoto         |
| Agent Jenny               | Edna Kalb | Emily Williams            | Chiaki Takahashi          |
| Zuster Joy                | Mandy Huydts | Michele Knotz             | Ayako Shiraishi           |
|                           | |                           |                           |
| overige                   | Bart Bosch Bas Keijzer Edna Kalb Fred Meijer Maria Lindes Leon Wiedijk Lottie Hellingman Rob van de Meeberg Veerle Burmeister |                           |                           |

## Opnames
Opnames begonnen in juli 2009 in Amsterdam. De makers van de film reisden naar de locaties om de sfeer op te nemen voor de film. Er staan momenteel 12 "ansichtkaarten" op de officiële website, waarin de reis en de bezochte locaties staan beschreven.

## Soundtrack
Het Nederlandstalige eindlied Ik vertrouw op jou (al is het buiten grauw) werd gezongen door Marjolein Spijkers en is een bewerking van het oorspronkelijk Amerikaanse I Believe in You. De Nederlandstalige tekstbewerking is tevens ook van de hand van Spijkers.
De achtergrondmuziek is van de hand van Shinji Miyazaki.

## Dvd
| Titel           | Afleveringen                                                                                    | Verschijningsdatum | Talen             | Distributeur       |
| --------------- | ----------------------------------------------------------------------------------------------- | ------------------ | ----------------- | ------------------ |
| Pokémon Zoroark | Zoroark, meester der illusie (film 13) speelduur: ca. 95 minuten verpakking: standaard-dvd-doos | 26 mei 2011        | Nederlands Engels | Universal Pictures |